# 四氢噻吩溴化亚金
四氢噻吩溴化亚金（英語：Bromo(tetrahydrothiophene)gold(I)）是金的配合物，和更常用的四氢噻吩氯化亚金類似，四氢噻吩基容易被其他較強的配基取代，形成線性的金溴錯合物。
此化合物可以用溴金酸（由氯金酸和氫溴酸制備）和四氢噻吩制備。